# Megingaudo di Würzburg
Megingaudo di Würzburg, (in tedesco Megingoz e in latino Megingotus) (Franconia, 710 – Neustadt am Main, 783), appartenente alla nobile famiglia dei Mattonen fu il secondo vescovo di Würzburg; secondo Lorenz Fries fu anche conte di Rothenburg ob der Tauber; è venerato come santo dalla Chiesa cattolica.

## Biografia
Megingaudo fu allievo di san Bonifacio e di san Wigberto ed è citato come monaco e diacono nel monastero di Frideslar (oggi Fritzlar) nell'Assia, fondato dallo stesso Wigberto, nel 738. Colà gli furono affidate l'assistenza spirituale per i membri e le lezioni nella scuola monastica. Ebbe certamente in tal periodo anche l'occasione di fare la conoscenza di san Lullo, il futuro primo vescovo di Magonza, e di san Sturmio, il fondatore dell'Abbazia di Fulda.
Nel 741 venne nominato, probabilmente da san Burcardo e da san Bonifacio, abate nel monastero di Rorlach.
Quando Burcardo nel 754 si dimise dalla carica di vescovo di Würzburg, il re Pipino il Breve lo nominò vescovo di quella diocesi (era così il terzo). Come il suo predecessore Burcardo, Megingaudo partecipò ampiamente alle fortune del regno dei Franchi e perciò fu spesso presente alle assemblee del regno ed ai sinodi.
Nel 755 consacrò la cripta di Neumünster a Würzburg.
Nel 757, citato con il nome di Mangaudus, prese parte al concilio di Compiègne. Nel 762 viene citato, con il nome di Megingaudus, nella dotazione del monastero di Prüm Nel 765, citato come Megingozus prese parte al Sinodo di Attigny.
Megingaud ebbe molto interesse alla teologia ed alla pratica nell'assistenza alle anime, come mostrano tre lettere ricevute dall'arcivescovo di Magonza, Lullo.
Per quanto riguarda la disputa fra quest'ultimo e Megingaudo, ci si può riferire alla biografia di san Bonifacio (Vita sancti Bonifatii, scritta da san Villibaldo verso il 760.
Nel 769 Megingaudo rinunciò alla sua carica di vescovo e si ritirò con alcuni monaci nuovamente ad Rorlach ove fondò un nuovo monastero benedettino nella "nuova città", oggi Neustadt am Main.
Il suo successore Bernolfo, che Megingaudo importunò fino alla propria morte, gli mandò, secondo la Vita Burkardi, cinquanta fra confratelli e seguaci. Verosimilmente ebbe un suo ruolo la missione presso i Sassoni voluta da Carlo Magno. Carlo iniziò ad occupare le terre dei sassoni nel 772, dopo che nel dicembre 771 era morto il fratello Carlomanno. Carlo Magno inviò con certezza cinquanta monaci da Würzburg a Neustadt, dei quali egli aveva necessità per utilizzarli come missionari e per il suo centro di formazione, uno dei quali era proprio il monastero di Neustadt.
Il 1º settembre 774 ebbe luogo la consacrazione della Basilica di San Nazario a Lorsch da parte dell'arcivescovo di Magonza, Lullo. Carlo Magno vi partecipò, fermandovisi nel viaggio di rientro da Roma a Fritzlar. Oltre a Megingaudo vi assistette tutta la élite episcopale del tempo: Wermad (o Weomad) vescovo di Treviri, Angilramo, vescovo di Metz ma non Bernolfo, il successore di Megingaudo sulla cattedra di Würzburg.

## Morte ed inumazione
Dopo la sua morte, avvenuta nel 783, Megingaudo fu dapprima sepolto a Neustadt, ma successivamente la sua bara fu posta nel duomo di Würzburg, dedicato allora a San Salvatore. Il sarcofago, che nel XIV secolo stava sotto la scala dell'organo, fu traslata nel 1711 nella cripta dedicata a san Chiliano ed oggi è sita nella cripta occidentale della Neumünsterkirche.

## Successione apostolica
La successione apostolica è:
- Vescovo Bernolfo di Würzburg (769)

## Pietra tombale
Sulla pietra tombale si trova la più antica scritta monumentale della Franconia dall'Impero Romano.
TERRAM TERRA TENET SPIRITVS ASTRA PETIT

MAGINGODVS IN HAC ANTESTIS SORTE SECVNDUS

EXSTITIT ATQVE PIO PROMPTVS IN OFFICIO

SANCTUS ET HVNC QVONDAM BONIFATIVS ARCIS HONOREM

PERDVXIT SACRO CONSTITVITQVE GRADV

VIXIT IN HOC MUNDO CASTVS SINE CRIMINE VATES

GAVDENS CVM CHRISTO PRAEMIA CARPIT OVANS

(Epitaffio sulla tomba di Megingaudo)